# 제빙기

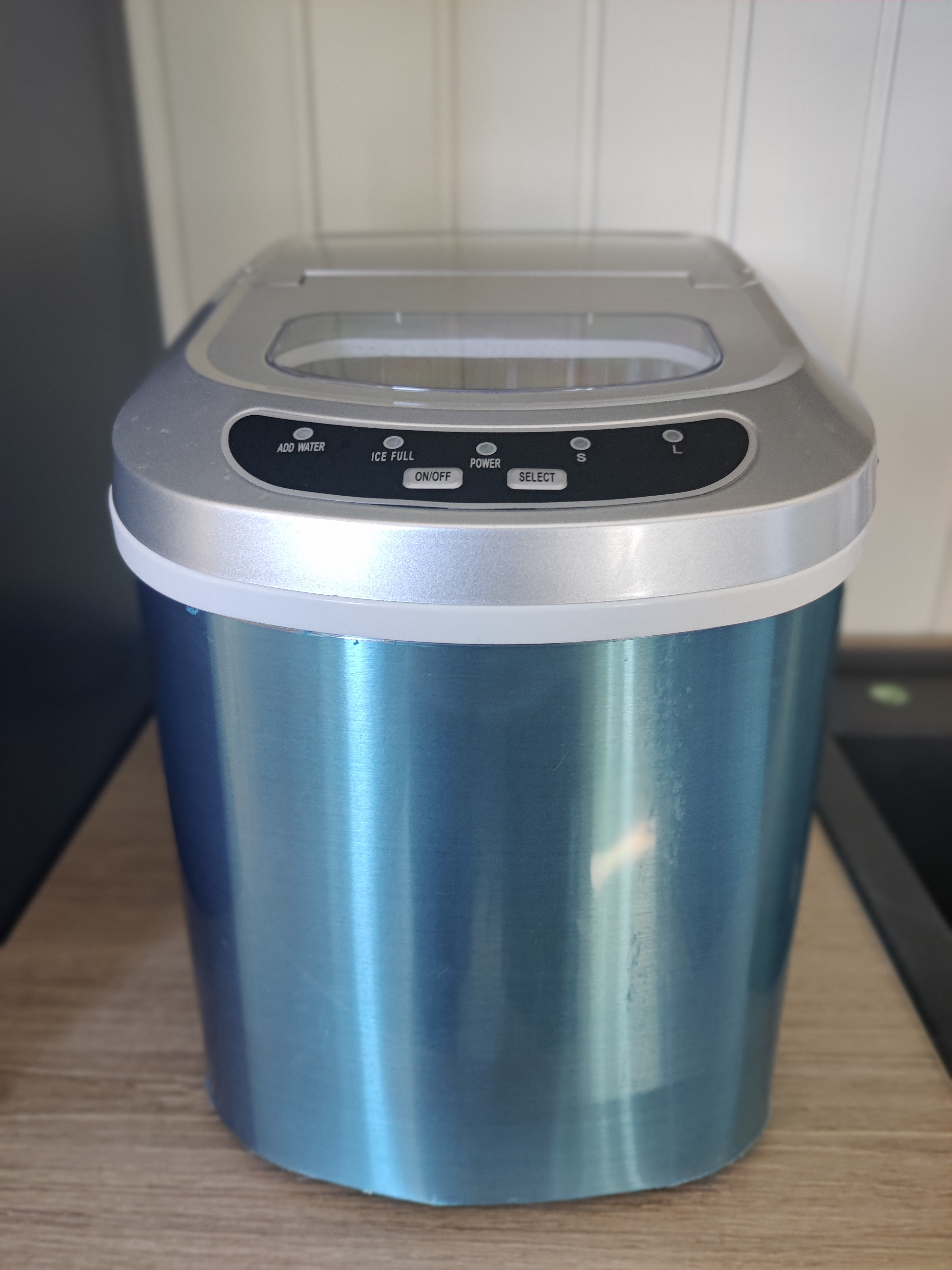

제빙기(製氷機, icemaker 또는 ice machine)는 인공적인 방법으로 다량의 얼음을 만들어주는 조리기구 및 가전제품이다. 보통 용량이 큰 업소용과 용량이 작은 가정용으로 나뉘며, 일부 냉장고, 냉동고, 생수기 등에 제빙기의 기능이 포함되어 있는 경우도 있다.

## 제빙의 원리
모든 냉동 장비는 네 가지 주요 부품으로 구성된다: 증발기, 응축기, 압축기 및 스로틀 밸브. 제빙기는 모두 같은 방식으로 작동한다. 압축기의 기능은 저압의 냉매 증기를 고압의 증기로 압축하여 응축기로 전달하는 것이다. 여기서 고압의 증기는 응축되어 고압의 액체가 되고, 스로틀 밸브를 통해 배출되어 저압의 액체가 된다. 이 시점에서 액체는 증발기로 전도되어 열교환이 일어나고 얼음이 생성된다. 이것은 하나의 완전한 냉동 사이클이다.